# Pere Camps i Marsans
Pere Camps i Marsans (Granollers, Vallès Oriental, 9 de gener de 1908 - Cassà de la Selva, Gironès, 24 d'octubre de 1976) fou tiblaire, bateria i compositor de sardanes. És el pare del també músic Francesc Camps.
Als catorze anys va començar a tocar amb l'orquestra de J.M. Vilaró i més tard a la Catalònia. Després es va instal·là a Cassà de la Selva i entrà primer a formar part de la cobla Selvatana i posteriorment a la cobla La Principal de Cassà, on hi actuà fins que es retirà sent-ne director.
Va escriure unes vint-i-cinc sardanes, dues d'elles corals: Colla Catalunya (1951) - Germanor (1951).

## Sardanes per a cobla[1]
- L'amic Crous, (1973)
- Antonieta (1947)
- Blat segat (1948)
- El bosc de la Torre
- En Bou dansaire
- Brots de romaní
- Camí blanc (1952)
- Camí del Mojal (1943)
- Joanina (Juanina)
- Madrona (1948)
- Mans enlaire
- Els nanos de la casa (1966)
- Palmarium (1957)
- La pedra (1970)
- El petit pintor (1947)
- La pipa d'en Pep (1953)
- La porxada
- Prat gemat (1950)
- La rateta (1950)
- La roca de l'ou (1950)